# Communauté de communes Berry-Loire-Vauvise
Die Communauté de communes Berry-Loire-Vauvise ist ein französischer Gemeindeverband mit der Rechtsform einer Communauté de communes im Département Cher in der Region Centre-Val de Loire. Sie wurde am 28. Juni 2013 gegründet und umfasst 14 Gemeinden. Der Verwaltungssitz befindet sich im Ort Sancergues.

## Mitgliedsgemeinden
| Gemeinde                                   | Einwohner 1. Januar 2022 | Fläche km² | Dichte Einw./km² | Code INSEE | Postleitzahl |
| ------------------------------------------ | ------------------------ | ---------- | ---------------- | ---------- | ------------ |
| Argenvières                                | 439                      | 14,72      | 30               | 18012      | 18140        |
| Beffes                                     | 598                      | 11,83      | 51               | 18025      | 18320        |
| Charentonnay                               | 287                      | 21,85      | 13               | 18053      | 18140        |
| Couy                                       | 376                      | 18,36      | 20               | 18077      | 18140        |
| Garigny                                    | 220                      | 19,66      | 11               | 18099      | 18140        |
| Groises                                    | 131                      | 17,63      | 7                | 18104      | 18140        |
| Herry                                      | 959                      | 49,87      | 19               | 18110      | 18140        |
| Jussy-le-Chaudrier                         | 578                      | 25,73      | 22               | 18120      | 18140        |
| Lugny-Champagne                            | 140                      | 29,54      | 5                | 18132      | 18140        |
| Précy                                      | 354                      | 14,45      | 24               | 18184      | 18140        |
| Saint-Léger-le-Petit                       | 354                      | 10,05      | 35               | 18220      | 18140        |
| Saint-Martin-des-Champs                    | 303                      | 18,96      | 16               | 18224      | 18140        |
| Sancergues                                 | 626                      | 15,53      | 40               | 18240      | 18140        |
| Sévry                                      | 62                       | 9,04       | 7                | 18251      | 18140        |
| Communauté de communes Berry-Loire-Vauvise | 5.427                    | 277,22     | 20               | –          | –            |

## Quelle
1. ↑  www.collectivites-locales.gouv.fr
2. ↑  CC Berry-Loire-Vauvise (SIREN: 200 032 514) in der Base nationale sur l’intercommunalité (BANATIC) des französischen Innenministeriums (französisch)